# Гражданская война в Науру
Гражданская война в Науру — конфликт между двенадцатью коренными племенами Науру в период между 1878 и 1888 годами. Жертвами конфликта стало около 500 человек — почти треть всего населения острова.

## Предыстория
Британский капитан Джон Фирн открыл Науру в 1798 году, но долгое время многие суда старались обходить остров стороной из-за его репутации как базы пиратов. В XIX веке значительно возросла иммиграция европейцев, зачастую высланных преступников. Традиционная жизнь острова была нарушена ввозом огнестрельного оружия и спиртных напитков, неизвестных для аборигенов науру, хотя жители острова несколько тысяч лет употребляли тодди — пальмовое вино.

## Конфликт
Конфликт начался во время брачного фестиваля: обсуждение одного из правил этикета превратилось в жаркий спор, во время которого один из гостей выстрелил из пистолета и застрелил молодого вождя. Культурный контекст Науру требовал мести за гибель вождя. Межплеменные войны происходили и до того, но на этот раз у каждого клана было огнестрельное оружие, что усугубило начавшийся конфликт. Кроме того, свою роль в нём сыграли собиратели раковин — науру-маргиналы, служившие до того на европейских китобойных судах и пристрастившиеся к алкоголю. Несколько случайных выстрелов привели к тому, что большинство племен вступили в войну, принявшую характер партизанской: пьяные аборигены врывались в дома соседних племен и сжигали их.

## Отчёты о войне
21 сентября 1881 года у берегов Науру оказалась эскадра британского королевского флота, её флагман приблизился к острову, чтобы оценить ситуацию. Один из собирателей раковин, Уильям Харрис, вступил на борт британского корабля, который вечером подозвал остальную эскадру с помощью семафора. От Харриса стало известно, что на Науру бушует племенная война, островитяне пьяны, и верховный правитель острова Авейда хотел бы, чтобы миссионеры высадились и помогли остановить войну.
Шесть лет спустя оклендский британский морской капитан по имени Фредерик Мосс привёл свою шхуну Бастер к Науру за грузом копры. Впоследствии он рассказал, что жители Науру были дружелюбны и добродушны, но большинство мальчиков и все мужчины были вооружены ружьями и карабинами. Война все ещё продолжалась. В своих беседах с местными жителями Мосс отметил, что никто из них не хочет продолжать сражаться, но ни одна племенная группа не доверяла другим и отказывалась первой сложить оружие. Мосс получил ещё один доклад от Харриса, который все ещё жил на острове. Харрис рассказал, что двое из его членов семьи уже убиты, и что он хотел бы, чтобы христианская миссия вновь прибыла на остров для восстановления мира.

## Немецкая аннексия и окончание войны

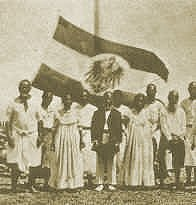
Церемония аннексии Науру немцами, 1888 год

Война не способствовала ни производству копры на острове, ни интересам немецких торговцев, которые имели на Науру плантации какао и другие сельскохозяйственные предприятия. Поскольку политическая стабильность острова напрямую затрагивала интересы германских предпринимателей, немецкие чиновники рекомендовали правительству Германии взять на себя управление островом. 16 апреля 1888 года Германия аннексировала остров, запретив как алкоголь, так и огнестрельное оружие. 1 октября того же года немецкая канонерская лодка «Эбер» с 87 моряками встала на якоре у берегов Науру. Вооружённые немецкие моряки встретились с Харрисом и высадили первых европейских поселенцев, а также христианского миссионера с островов Гилберта. На следующее утро, 2 октября, оставшиеся племенные вожди были арестованы, и состоялась церемония германской аннексии в виде подъёма германского флага. Германские власти заявили, что всё огнестрельное оружие и боеприпасы должны быть переданы правительству Германии за один день, иначе вожди будут казнены. Днём позже островитяне сдали 765 единиц оружия и несколько тысяч патронов, что закончило самую кровавую племенную войну в истории Науру.

## Последствия
Аннексия Науру Германией остановила саморазрушение острова, однако коренные жители потеряли контроль над своей родиной почти на 80 лет. После немецкой аннексии король Авейда вернул себе трон. 17 августа 1914 года остров Науру был захвачен австралийскими войсками в ходе Первой мировой войны.